# Mariedal slot
Mariedal slot er et slot i Götene kommun i Västergötland.
Mariedal slot ligger i Ova socken, mellem Skara og Götene. På den tidligere landejendom Sörbo fik arkitekten Jean de la Vallée i opdrag af Magnus Gabriel de la Gardie at opføre et slot, opkaldt efter hans hustru, Maria Eufrosyne af Pfalz. Hovedbygningen består af et stenhus i to etager i barokstil.
58°28′21″N 13°24′24″Ø / 58.4725°N 13.40675°Ø